# Liste der Abgeordneten der Provisorischen Landesversammlung (Kärnten)
Diese Liste der Abgeordneten der Provisorischen Kärntner Landesversammlung listet alle Abgeordneten dieses ersten Kärntner Landtages nach Zerfall der österreichisch-ungarischen Monarchie. Er trat in Klagenfurt am 11. November 1918 erstmals zusammen und agierte (mit Änderungen) bis zur konstituierenden Sitzung des nachfolgenden Landtags am 5. Juli 1921.

## Historischer Hintergrund
Am 26. Oktober 1918 hatten die Vertreter der größeren politischen Parteien sich auf die Einrichtung eines Vollzugsausschusses und mehrerer Nebenausschüsse geeinigt. Zum Vorsitzenden des Vollzugsausschusses wurde Arthur Lemisch gewählt. Aufgabe dieses Ausschusses war die Vorbereitung einer konstituierenden Landesversammlung. Diese trat dann am 11. November 1918 erstmals zusammen. Aus der 58 Personen zählenden Landesversammlung wurde ein zehnköpfige Landesausschuss gewählt, dieser wiederum wählte den Landesverweser Arthur Lemisch und seine beiden Stellvertreter Florian Gröger (nach dessen Wahl in den Nationalrat 1919 August Neutzler) und Gustav Frank.
Die Provisorische Landesversammlung war nicht unmittelbar demokratisch legitimiert, sondern als Übergangslösung bis zur Abhaltung regulärer Wahlen gedacht. Ihre Zusammensetzung hatte man aus Ergebnissen der Reichsratswahl 1911 abgeleitet. Am 21. März 1919 wurde das Gesetz betreffend die Einberufung des verfassungsgebenden Landtages von Kärnten beschlossen. Dieser war auf 45 Personen reduziert und hatte nun direkt die Aufgabe, die Landesregierung (bestehend aus dem Landeshauptmann, seinen beiden Stellvertreter und fünf Landesräten) zu wählen. Der neue Landtag sollte durch eine Wahl im Juni 1919 legitimiert werden. Aufgrund des aufkommenden Konfliktes mit dem Königreich Jugoslawien, das Gebietsforderungen an Kärnten stellte und Teile des Landes militärisch besetzte (Kärntner Abwehrkampf), musste die Wahl verschoben werden. Die Provisorische Landesversammlung agierte daher bis zur Landtagswahl 1921 unter Führung der Landesregierung Lemisch I weiter.

## Zusammensetzung
- SDAP: 18
- CS: 11
- Militärische Abgeordnete: 2
- DDP/KBB: 27

Auf Basis der Wahlergebnisse von 1911 setzte die 58-köpfige Provisorische Landesversammlung sich aus fünf Abgeordneten der Alldeutschen Partei (Verein der Alldeutschen in Kärnten), 14 Abgeordneten des Kärntner Bauernbundes (KBB), elf Abgeordneten der Christlichsozialen Partei (CSP), zwei Abgeordneten des Völkisch-sozialen Verbandes „Deutsche Einheit“ (eine Villacher Regionalpartei), sechs Abgeordneten der Deutschen Volkspartei (auch: Deutscher Volksverein für Kärnten) und 18 Abgeordneten der Sozialdemokratischen Arbeiterpartei (SDAP) zusammen. Diese zivilen Vertreter wurden durch einen von der Offiziersversammlung und einen von der Mannschaftsversammlung der Kärntner Truppen gewählten Abgeordneten ergänzt. Abgeordnete kärntnerslowenischer Parteien waren nicht vertreten, sie hatten bereits im September 1918 einen separaten Slowenischen Nationalrat für Kärnten ausgerufen. Am 19. November 1918, wenig mehr als eine Woche nach Konstituierung der Landesversammlung, schlossen die Vertreter des Bauernbundes und der drei deutschnationalen Parteien sich unter dem Namen Deutschdemokratische Partei (DDP) zusammen. Somit reduzierte sich die Anzahl der Parteien im Landtag auf drei.

### Präsidium
Das Präsidium der Provisorischen Landesversammlung bildeten die Abgeordneten Richard Strobl (DDP), Julius Lukas (SDAP) und Michael Paulitsch (CSP). Ab dem 30. November 1920 war Max von Burger Erster Landtagspräsident.

### Abgeordnete der Provisorischen Landesversammlung
Die folgende Liste gibt die Zusammensetzung der Provisorischen Landesversammlung mit 58 Abgeordneten nach der Fusion der deutschnationalen Parteien am 19. November 1918 wieder. Der Bauernbund schied im Vorfeld der Landtagswahl 1921 wieder aus der Deutschdemokratischen Partei aus und trat eigenständig an, weswegen bei seinen Mitgliedern beide Parteizugehörigkeiten angeführt werden.
| Name                    | Fraktion | Anmerkung                                            |
| ----------------------- | -------- | ---------------------------------------------------- |
| Kirschner, Franz        | KBB/DDP  |                                                      |
| Strießnig, Karl         | KBB/DDP  |                                                      |
| Schumy, Vinzenz         | KBB/DDP  |                                                      |
| Pirsch, Anton           | KBB/DDP  |                                                      |
| Egger, Bernhard         | KBB/DDP  |                                                      |
| Niedermüller, Balthasar | KBB/DDP  |                                                      |
| Lemisch, Arthur         | KBB/DDP  |                                                      |
| Michor, Simon           | KBB/DDP  |                                                      |
| Gailer, Johann          | KBB/DDP  |                                                      |
| Hönlinger, Alois        | KBB/DDP  |                                                      |
| Glantschnig, Josef      | KBB/DDP  |                                                      |
| Nagele, Josef           | KBB/DDP  |                                                      |
| Größbauer, Philipp      | KBB/DDP  |                                                      |
| Pirker, Alois           | KBB/DDP  |                                                      |
| Breitegger, Ignaz       | KBB/DDP  |                                                      |
| Ritter von Burger, Max  | DDP      | Vormals Deutsche Volkspartei                         |
| Dörflinger, Fritz       | DDP      | Vormals Deutsche Volkspartei                         |
| Keuschnigg, Josef       | DDP      | Vormals Deutsche Volkspartei                         |
| Manhart, Karl           | DDP      | Vormals Deutsche Volkspartei                         |
| Pflanzl, Josef          | DDP      | Vormals Deutsche Volkspartei                         |
| Pressinger, Bernhard    | DDP      | Vormals Deutsche Volkspartei                         |
| Angerer, Hans           | DDP      | Vormals Alldeutsche Partei                           |
| Axmann, Gustav          | DDP      | Vormals Alldeutsche Partei                           |
| Prugger, Rudolf         | DDP      | Vormals Alldeutsche Partei                           |
| Schueller, Otto         | DDP      | Vormals Alldeutsche Partei                           |
| Winkler, Jakob          | DDP      | Vormals Alldeutsche Partei                           |
| Bartel, Fritz           | DDP      | Vormals Völkisch-sozialer Verband „Deutsche Einheit“ |
| Strobl, Richard         | DDP      | Vormals Völkisch-sozialer Verband „Deutsche Einheit“ |
| Gröger, Florian         | SDAP     |                                                      |
| Neutzler, August        | SDAP     |                                                      |
| Lukas, Julius           | SDAP     |                                                      |
| Dimnig, Martin          | SDAP     |                                                      |
| Steinrigl, Josef        | SDAP     |                                                      |
| Schatzmayr, Johann      | SDAP     |                                                      |
| Eich, Wilhelm           | SDAP     |                                                      |
| Melcher, Peter          | SDAP     |                                                      |
| Samek, Franz            | SDAP     |                                                      |
| Bierkopf, Peter         | SDAP     |                                                      |
| Gabriel, Josef          | SDAP     |                                                      |
| Weinberger, Anton       | SDAP     |                                                      |
| Amlacher, Franz         | SDAP     |                                                      |
| Hubmann, Georg          | SDAP     |                                                      |
| Leitner, Gottlieb       | SDAP     |                                                      |
| Tiefenbacher, Philipp   | SDAP     |                                                      |
| Gröger, Anna            | SDAP     |                                                      |
| Frank, Gustav           | CSP      |                                                      |
| Irrasch, Viktor         | CSP      |                                                      |
| Krampl, Josef           | CSP      |                                                      |
| Leer, Silvester         | CSP      |                                                      |
| Paulitsch, Michael      | CSP      |                                                      |
| Reinprecht, Franz       | CSP      |                                                      |
| Thomaschitz, Josef      | CSP      |                                                      |
| Thurner, Josef          | CSP      |                                                      |
| Walcher, Konrad         | CSP      |                                                      |
| Weiß, Emil              | CSP      |                                                      |
| Lutz, August            | CSP      | Als Vertreter der Verbrauchervereinigungen           |
| Michner, Emil           |          | Major, Vertreter der Offiziersversammlung            |
| Errath, Albin           |          | Vertreter des Soldatenrates                          |

Josef Krampl legte gesundheitsbedingt sein Mandat am 3. Dezember 1918 nieder und Franz Kahn übernahm sein Mandat. Nach der Gesundung von Josef Krampl legte er am 11. März 1919 das Mandat nieder und Josef Krampl nahm den Sitz im Parlament wieder ein.

### Ausschüsse
Der eingangs erwähnte zehnköpfige Landesausschuss bestand aus den Abgeordneten Angerer, Gröger, Hönlinger, Schumy, Schatzmayr, Neutzler, Leer, Frank, Lemisch und Kirschner. Außerdem installierte die Landesversammlung einen Kontrollausschuss, in dem neben den regulären Abgeordneten Fritz Bartl und Martin Dimnig auch drei Personen vertreten waren, die kein Mandat in der Landesversammlung innehatten: Leopold von Aichelburg-Labia (Landeshauptmann 1909–1918) sowie die Herren Grießmayr und Kleinmayr. Davon abgesehen gab es einen Verfassungsausschuss, einen Finanzausschuss, einen Verkehrsausschuss, einen Wehrausschuss und einen Wirtschaftsausschuss, die alle von regulären Abgeordneten gebildet wurden.